# Flamersheim
Flamersheim ist ein Stadtteil von Euskirchen im Kreis Euskirchen, Nordrhein-Westfalen.

## Lage
Der Stadtteil liegt im Südosten von Euskirchen umgeben von den Stadtteilen Niederkastenholz, Palmersheim, Schweinheim und Kirchheim. Durch Flamersheim fließt der Flämmerbach. An das Straßennetz besteht Verbindung über die Landesstraßen L 11, 119 und 210. Weiter südlich beginnt der „Flamersheimer Wald“, einer der größten geschlossenen Forsten Deutschlands, in dem auch die Steinbachtalsperre liegt.

## Geschichte
Der Ortsname Flamersheim wird als Flavomaresheim – das Heim des fränkischen Siedlers Flavomar – gedeutet. Erstmals urkundlich erwähnt wird der Ort in der Chronik des Abtes Regino der Abtei Prüm 870 als villa regia nomine Flamersheim, also als Königsgut Flamersheim. Neben dem Gut entstand ab 881 der heutige Ort.
Viele Bodenfunde zeugen davon, dass auch schon die Römer hier gesiedelt haben. Eine aus Flamersheim stammende Schale aus Terra Sigillata bewahrt das Rheinische Landesmuseum Bonn auf.
Der älteste Teil der katholischen Kirche, die dem heiligen Stephanus geweiht ist, entstand um 1100. Nach Abbruch des alten Chores wurde 1887 an das Langhaus ein Querschiff und ein neuer Chor in neuromanischen Formen nach Plänen von August Carl Lange angebaut, 1890 wurde die Kirche konsekriert.
1358 wird erstmals eine Burg Flamersheim erwähnt. Als Jülicher Lehen kam sie nacheinander an verschiedene Familien. In den 200 Jahren zwischen 1564 und 1774 wurde die Burg ein Stützpunkt der protestantischen Lehre, für die 1775/1776 am Markt eine evangelische Kirche gebaut wurde.
Den ältesten Hinweis auf das Bestehen der evangelischen Gemeinde Flamersheim, der ältesten im Euskirchener Land, liefert eine Urkunde aus dem Jahre 1641. 1964 wurde das Gotteshaus durch den Anbau eines Gemeindesaales erweitert und die reiche barocke Ausstattung restauriert.
Das Flamersheimer Hexenprotokoll von 1629/1630 ist eine wichtige Quelle zur Geschichte der Hexenverfolgungen in der Nordeifel. Die verschollene Handschrift wurde 2014 wiedergefunden. Die Folter der Hexen wurde in Flamersheim von dem Scharfrichter Meister Hans Jungbloit aus Arloff durchgeführt. Die Gerichtssitzungen und Verhöre der Angeklagten fanden im alten Dinghaus zu Flamersheim statt. Das ältere Dinghaus, welches ursprünglich am Markt stand, wurde später versetzt und befindet sich heute im Hinterhof, Horchheimer Str. 25. Die Verbrennung der Hexen auf dem Scheiterhaufen erfolgte auf der Richtstätte Im Hall, an der Straße nach Euskirchen.
Am 1. Juli 1969 wurde Flamersheim nach Euskirchen eingemeindet.
Am 31. Dezember 2017 hatte Flamersheim 2846 Einwohner.
Beim Hochwasser in Deutschland im Juli 2021 (14. Juli 2021, ca. 17:00 Uhr) wurde Flamersheim relativ stark getroffen. Viele Bereiche wurden überflutet und Keller liefen voll. An der Hochheimer Str., welche in der Ortsmitte verläuft, wurde ein Wasserpegel von 1,10 m gemessen. Flamersheim wurde in den darauffolgenden Tagen teilweise evakuiert, da es unterhalb und im damals vermuteten Gefährdungsgebiet der Steinbachtalsperre liegt, deren Damm Schaden genommen hatte und zu brechen drohte.

Bildergalerie Flamersheim
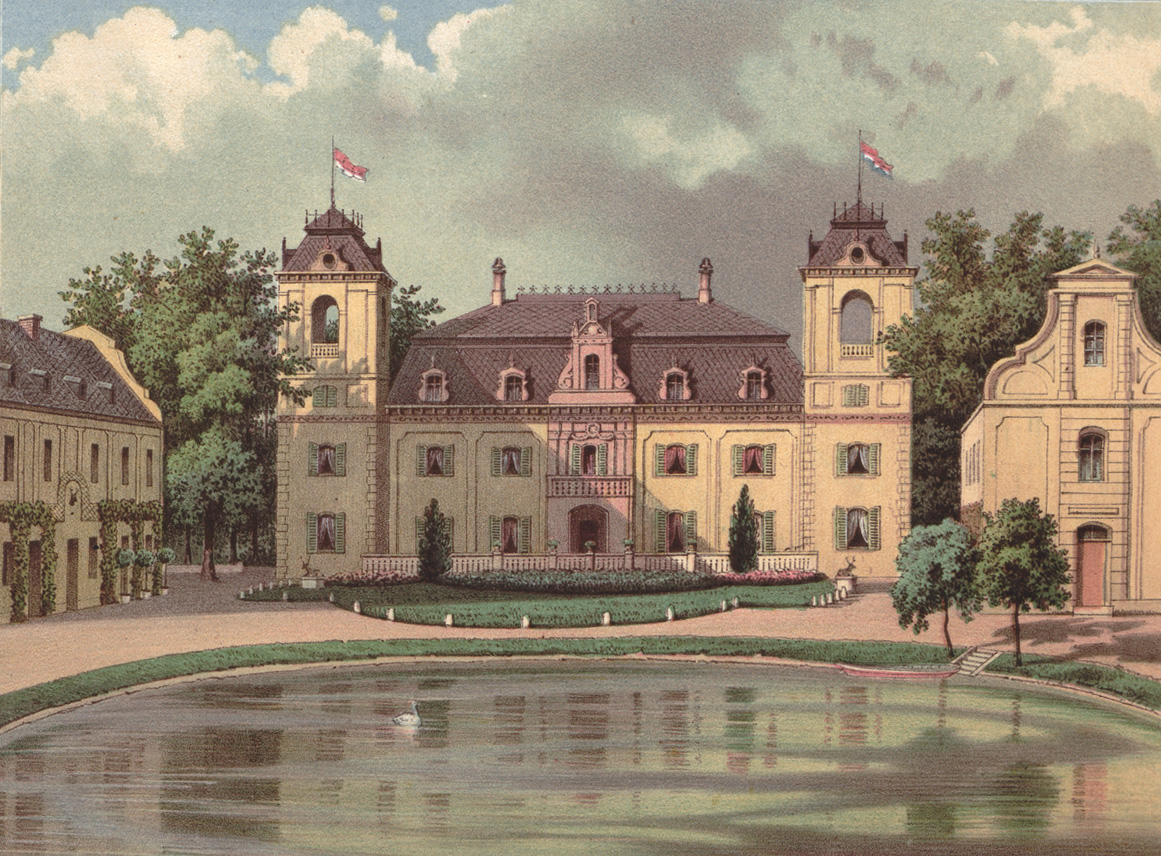
Flamersheim um 1860, Sammlung Alexander Duncker
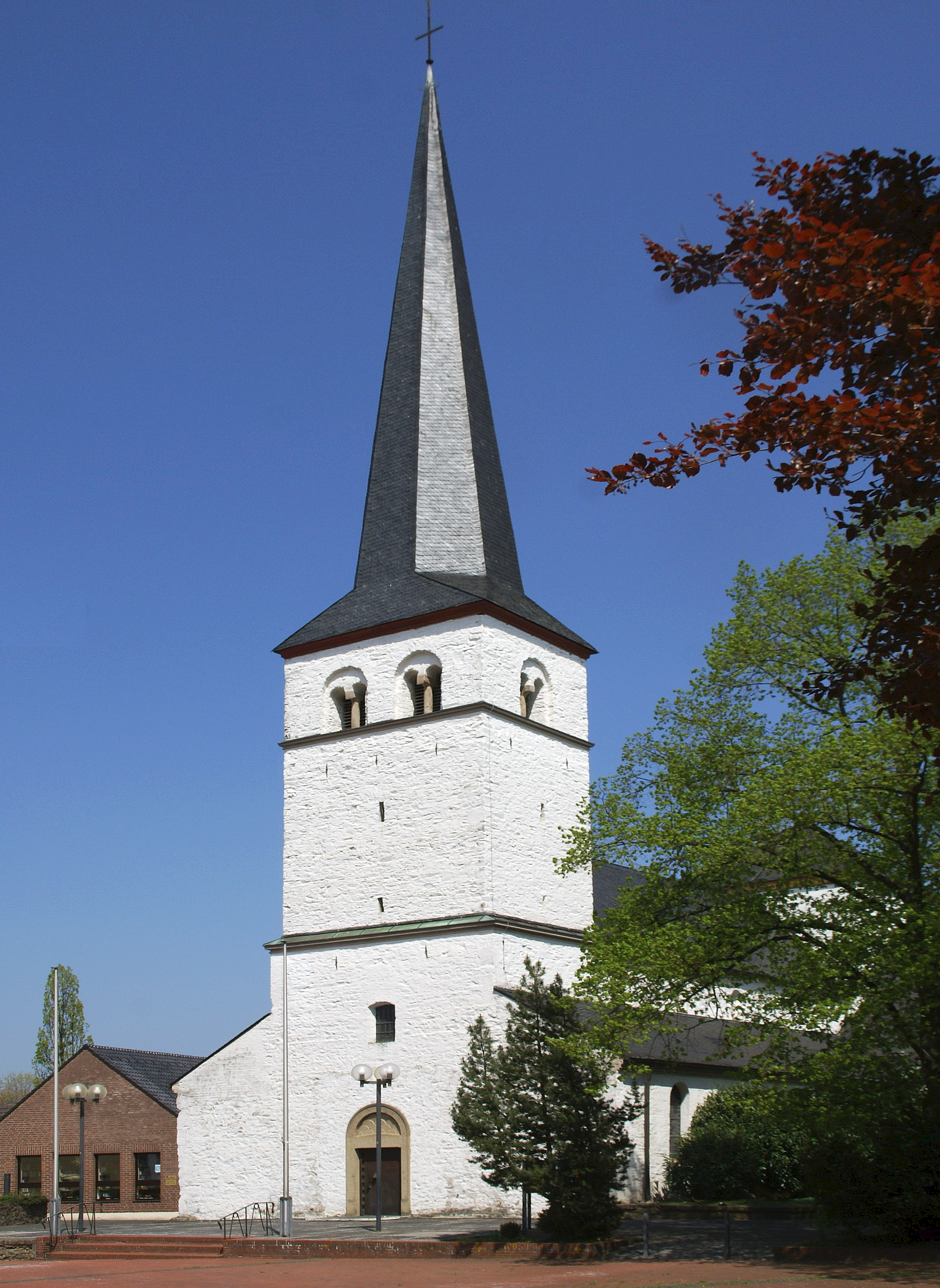
Katholische Kirche St. Stephanus
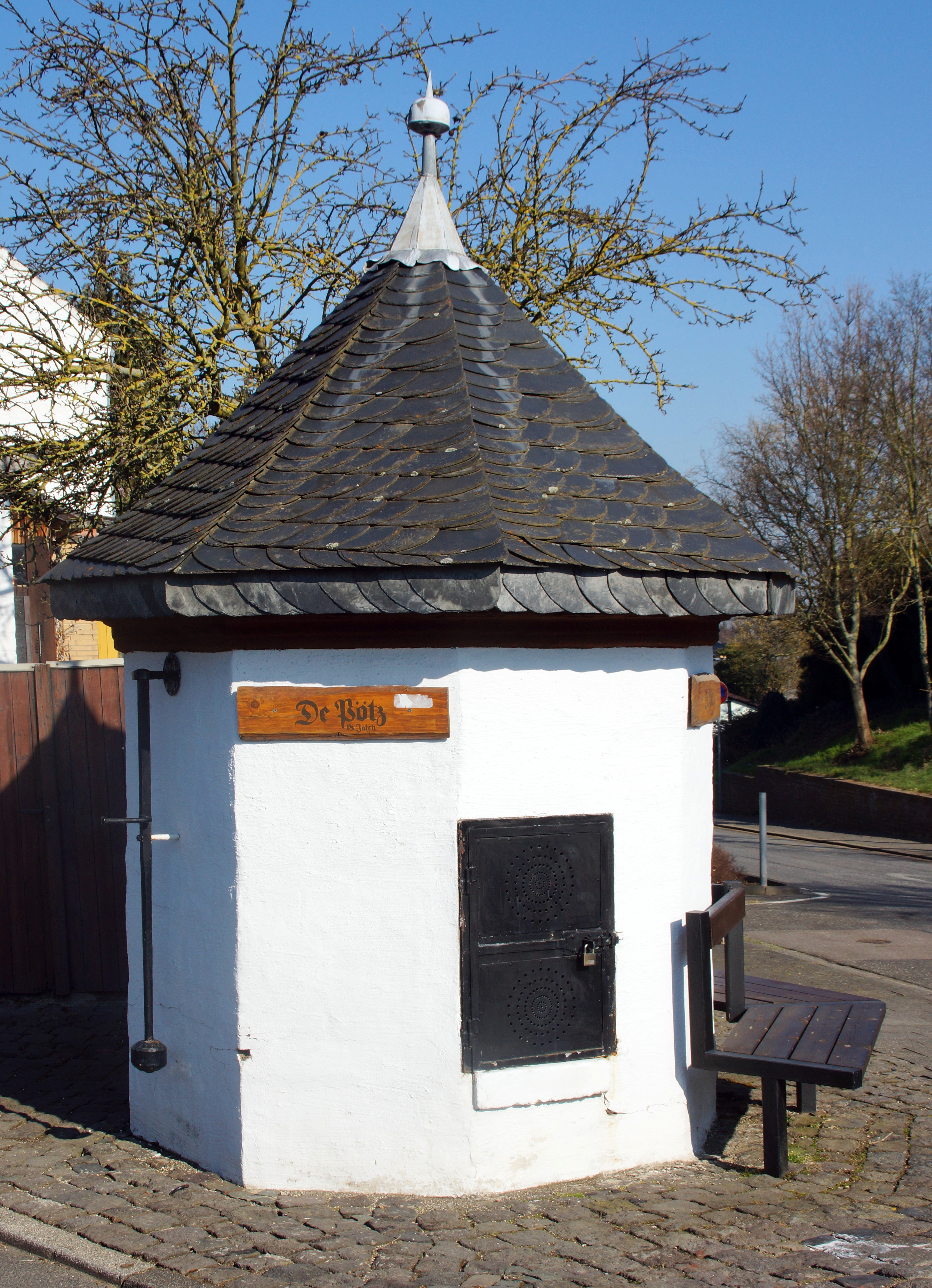
Brunnenhaus Flamersheim
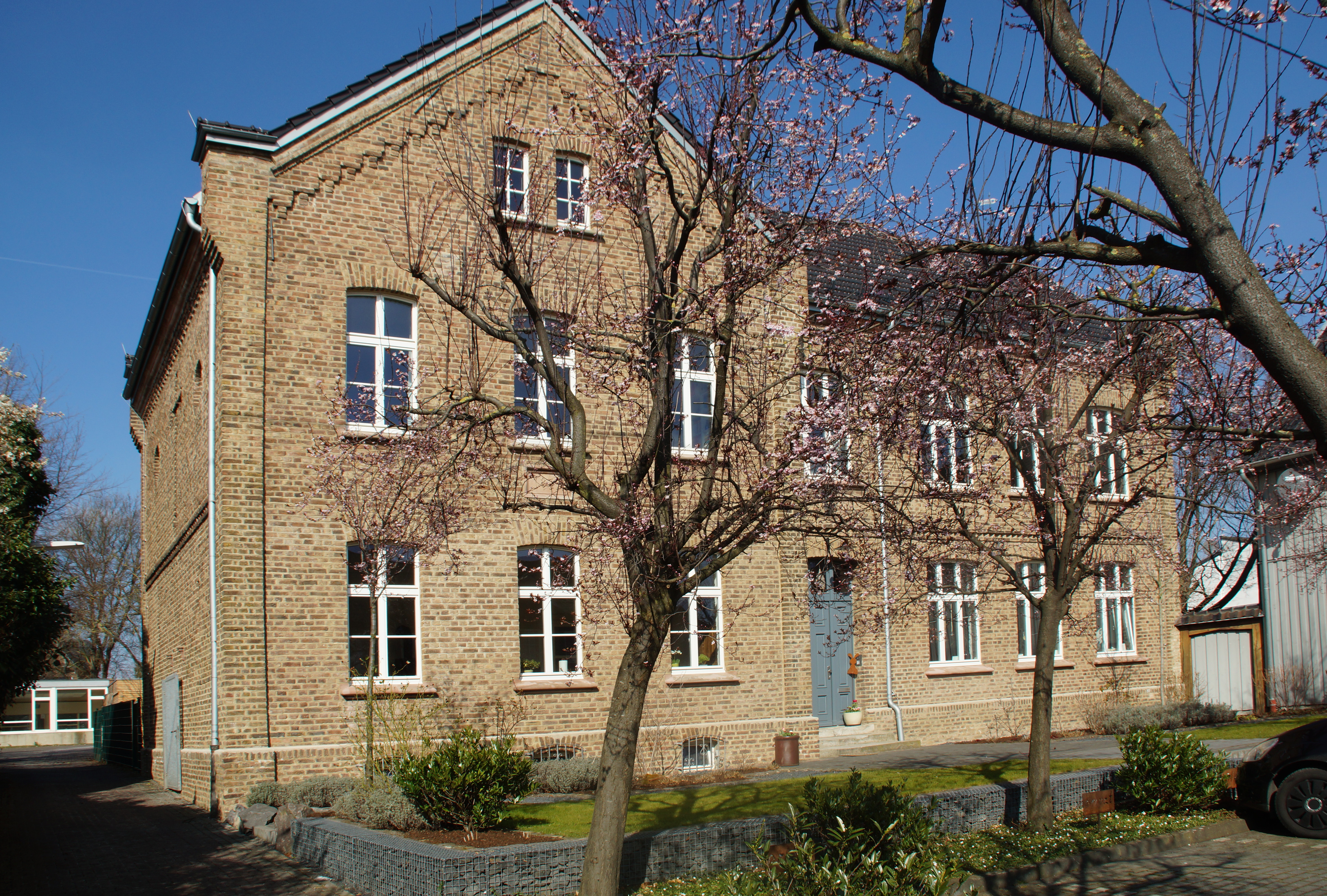
Mönchstraße 17, Flamersheim
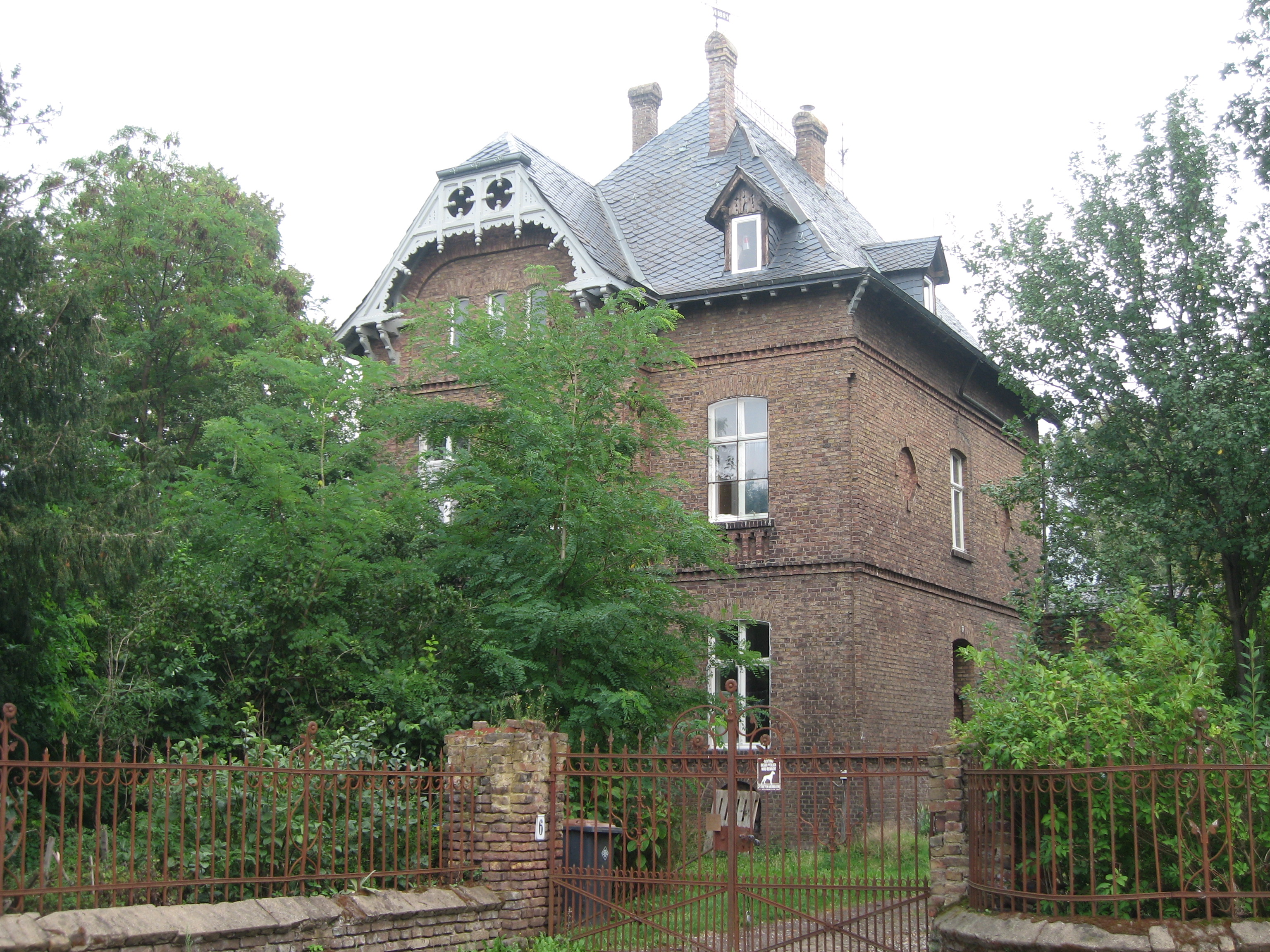
Geierstraße 6. Flamersheim

## Infrastruktur

### Einzelhandel und Ortsstruktur
Im Ort befinden sich an zentralen Stellen wie beispielsweise um den Marktplatz als auch am westlichen Ortseingang zahlreiche Geschäfte und Firmen. Restaurants, Ärzte, Bäcker und weitere Einrichtungen sind dabei ebenso vorhanden wie auch die zwei Vollsortimenter Norma und Edeka, die um das Jahr 2012 gebaut wurden und sich inzwischen zu einem wichtigen Mittelpunkt des Dorfes als auch Einkaufsstandort für das Umland entwickelt haben. Eine Tankstelle und Autohändler sowie weitere Betriebe im Westen ergänzen das Versorgungsangebot. Flamersheim hat drei Kindergärten und eine Gesamtgrundschule. Im Nordosten befinden sich ein Sportplatz sowie eine Tennisanlage.

### Neubaugebiete
Flamersheim hat seit den 2010er-Jahren einen großen Zuwachs durch Neubaugebiete erhalten. Um die Jahre 2011/2012 wurde der Ort im Süden durch das Neubaugebiet Eifelblick mit mehr als 70 Wohnhäusern erweitert. Seit 2015 wächst im Nordosten ein weiteres Neubaugebiet mit dem Namen Auf den Vierzig.
Im Jahr 2016 begannen die Bauarbeiten an der alten Lederfabrik Christian Schaefer zum Umbau in das als Campus Flamersheim getaufte Projekt. Das Gebäude war seit den 1990er-Jahren verfallen und in einem heruntergekommenen Zustand. Die Pläne der Investoren sehen vor, die Grundsubstanz sowie den „Charme“ des alten Gebäudes zu erhalten, es jedoch komplett zu modernisieren. Dazu begannen die Abrissarbeiten bereits im selben Jahr. Eine Nutzung mit Wohnungen in Form eines Penthouses und Geschäften, Praxis- sowie Büroräumen wird angestrebt. Als Highlight ist die Vermietung von Stellplätzen als auch die Schaustellung von Oldtimern im Alten Fahrerlager vorgesehen. Ende 2017 wurden die drei neuen Mehrfamilienhäuser vor dem alten Gebäude fertiggestellt und im Frühjahr 2018 zogen bereits die ersten Geschäfte wie ein Getränkemarkt, Blumenhändler und eine Eventagentur ein.

### Breitbandausbau
Flamersheim besitzt eine eigene Vermittlungsstelle, die die Internetversorgung auch der umliegenden Dörfer sicherstellt. Das Neubaugebiet Auf den Vierzig wurde aufgrund der günstigen Lage in unmittelbarer Nähe mit FTTH angeschlossen, ebenso der Campus Flamersheim. 2017 wurden Teile des Ortes durch das Bonner Telekommunikationsunternehmen bn:t Blatzheim Networks Telecom GmbH durch den Aufbau von Multifunktionsgehäusen mit der VDSL2-Vectoring-Technologie versorgt.

### Straßennamen
Die Straßen in Flamersheim werden nach Vogelarten benannt, ein Beispiel dafür ist die Sperberstraße.

### Verkehr
Die VRS-Buslinien 870, 873 und 874 der SVE verbinden den Ort mit Euskirchen, Kirchheim und Kuchenheim. Zusätzlich verkehren einzelne Fahrten der auf den Schülerverkehr ausgerichteten Linien 737 und 802.
| Linie | Betreiber | Verlauf |
| ----- | --------- | --- |
| 737   | SVE       | Schülerverkehr Euskirchen: Stotzheim – Niederkastenholz / (Schweinheim) – Flamersheim |
| 802   | RVK       | Euskirchen Bf – Kuchenheim – Palmersheim – Flamersheim – Schweinheim – Queckenberg – Rheinbach (/← Scheuren ← Maulbach ← Eichen ← Lanzerath ← Houverath ← Limbach ← Wald)                                                                            |
| 870   | SVE       | Euskirchen Bf – Wüschheim – Großbüllesheim – Kleinbüllesheim – Weidesheim – Kuchenheim Bf – Kuchenheim Markt – Palmersheim – Flamersheim – Kirchheim – (Steinbachtalsperre –) Niederkastenholz – Stotzheim – Roitzheim – Euskirchen Bf (Ringverkehr) |
| 873   | SVE       | Euskirchen Bf – Roitzheim – Stotzheim – Niederkastenholz – (Flamersheim – Schweinheim) / (Kirchheim – Steinbachtalsperre) |
| 874   | SVE       | Euskirchen Bf – Kuchenheim – Palmersheim – Flamersheim – Kirchheim |

## Kultur und Sehenswürdigkeiten

### Bauwerke
In Flamersheim liegt die gleichnamige Burg aus dem 14. Jahrhundert und östlich die Burg Ringsheim. Seit 1993 besteht das Feuerwehrmuseum Flamersheim.
Auch der seit mehr als 60 Jahren existierende Gemischtwarenladen – wie aus alten Zeiten gefallen – der Käthe Steinwarz ist eine sehenswerte Rarität.

### Sport
Am 22. Juni 2025 wurde die Spielgemeinschaft Flamersheim-Kirchheim (auch Männer von FlaKi genannt) erstmals Kreispokalsieger im Fußball und qualifizierte sich zugleich auch für den FVM-Mittelrheinpokal.

## Persönlichkeiten
- Robert von Bemberg-Flamersheim (1868–1949), Verwaltungsjurist
- Josef Weiß (1893–1976), Zeitzeuge des Holocaust
- Johannes Wälder (* 1933), Versicherungswissenschaftler
- Helmut Bergfelder (* 1946), Fußballspieler
- Sonja Fuss (* 1978), Fußballspielerin, spielte als Juniorin beim VfR Flamersheim.
- Markus Pröll (* 1979), Fußballspieler, spielte bei den Junioren des VfR Flamersheim.